# Anyway
Anyway – czwarty album brytyjskiego zespołu rockowego Family z listopada 1970 roku. Strona A zawiera materiał koncertowy, natomiast strona B materiał studyjny. Ostatni album z udziałem Johna Weidera. Album uplasował się na 7. miejscu UK Albums Chart.

## Spis utworów
Wszystkie utwory skomponowała spółka Chapman/Whitney z wyjątkiem:
Strona A
| 1. | "Good News Bad News"                        | 8:06  |
|    |                                             |       |
| 2. | "Willow Tree"                               | 4:40  |
|    |                                             |       |
| 3. | "Holding the Compass"                       | 4:28  |
|    |                                             |       |
| 4. | "Strange Band" (Whitney/Chapman/Williamson) | 3:35  |
|    |                                             |       |
|    |                                             | 20:49 |
|    |                                             |       |
Strona B
| 1. | "Part of the Load"        | 4:41  |
|    |                           |       |
| 2. | "Anyway"                  | 3:28  |
|    |                           |       |
| 3. | "Normans" (Palmer/Weider) | 4:22  |
|    |                           |       |
| 4. | "Lives and Ladies"        | 6:37  |
|    |                           |       |
|    |                           | 19:08 |
|    |                           |       |

## Skład
Fairfield Halls, Croydon (Strona A) 
- Roger Chapman - śpiew, instrumenty perkusyjne
- Charlie Whitney - gitara, gitara akustyczna, gitara basowa w utworze 2
- John Weider - gitara akustyczna, gitara basowa w utworach 1 i 4, skrzypce w utworach 2 i 4
- John "Poli" Palmer - instrumenty perkusyjne, keyboard, wibrafon
- Rob Townsend - perkusja, instrumenty perkusyjne

Olympic Studios (Strona B)
- Roger Chapman - śpiew, instrumenty perkusyjne
- Charlie Whitney - gitary, gitara basowa w utworze 2
- John Weider - gitara basowa, skrzypce
- John "Poli" Palmer - pianino, wibrafony, perkusja, instrumenty perkusyjne
- Rob Townsend - perkusja, instrumenty perkusyjne